# Discriminação contra assexuais
A discriminação contra pessoas assexuais (também conhecida como sexonormatividade, alossexismo, zednormatividade, zedsexismo, acefobia, acemisia, afobia ou amisia) abrange uma série de atitudes, comportamentos e sentimentos negativos em relação à assexualidade ou pessoas que se identificam como parte do espectro assexual. Sentimentos ou caracterizações negativas em relação à assexualidade incluem desumanização, a crença de que a assexualidade é uma doença mental, que assexuais não podem sentir amor e a recusa em aceitar a assexualidade como uma orientação sexual genuína. Às vezes, assexualidade é confundida com celibato ou abstinência. Às vezes, as pessoas assexuais enfrentam crimes de ódio, e a discriminação contra elas foi comparada à de outras minorias sexuais.
Houve esforços para combater a discriminação anti-assexual através de legislação ou educação (como oficinas assexuais).

## Classificação
Comportamentos e atitudes considerados discriminatórios incluem a ideia de que a assexualidade é uma doença mental, que a assexualidade é uma fase ou uma escolha, a ideia de que as pessoas assexuais não podem sentir amor e aquelas que fazem as pessoas se sentirem desumanizadas. Aspectos de discriminação experimentados podem depender de outras partes da identidade de alguém. Em fevereiro de 2019, a assexualidade é pouco compreendida; em uma pesquisa da Sky News, 53% das 1.119 pessoas questionadas se sentiram confiantes na definição de assexualidade, mas 75% o fizeram incorretamente ou pensaram que as pessoas assexuais simplesmente não tinham libido.
Em 2011, o ativista LGBT Dan Savage afirmou que assexualidade é uma escolha, a descreveu como "a escolha de não ter relações sexuais", e considerou indigno de atenção, e Ruth Westheimer, uma terapeuta sexual, foi criticada por sua visão de que a capacidade de se ter orgasmos anula a assexualidade. Em 2015, ela também foi criticada por implicar que assexualidade é um problema que precisa de solução.
As pessoas assexuais cuja assexualidade foi aceita apenas porque não há outra explicação para a falta de interesse em atividade sexual passaram a ser conhecidas como "assexuais inexpugnáveis". Atitudes descrentes em relação à assexualidade podem deixar as pessoas com medo de sair do armário.
Uma pesquisa LGBT de 2017 realizada pelo Governo do Reino Unido descobriu que, embora apenas dois por cento de seus mais de 108.000 entrevistados sejam assexuais, eles têm a satisfação média de vida mais baixa (com pansexuais) comum de qualquer orientação sexual entre os entrevistados cisgêneros, que assexuais são o grupo LGBT menos confortável no Reino Unido (entre os respondentes cisgêneros) e 89% (a maior porcentagem de qualquer grupo pesquisado) dos respondentes assexuais cisgêneros relutam em estar abertos por medo de reações negativas.

### Discriminação social
Assexuais podem ser socialmente discriminados devido a crenças de que a heterossexualidade é a sexualidade padrão ou que assexuais são realmente pessoas gays ou lésbicas em negação. Sabe-se também que os espaços assexuais discriminam com base na idade. A amato-normatividade (normalizações acerca do romance como um sentimento superior) e o monossexismo (ideia de que só se pode se relacionar com um gênero) podem também afetar assexuais.
A assexualidade tem sido vista como uma piada. Dois estudos descobriram que as pessoas assexuais são mais desumanizadas do que heterossexuais, homossexuais e bissexuais, sendo frequentemente comparadas a animais ou robôs devido à sua sexualidade. Um estudo diferente, no entanto, encontrou poucas evidências de discriminação séria contra assexuais por causa de sua assexualidade. Outro estudo mostra que assexuais, pansexuais e demissexuais vivenciam mais ansiedade e depressão, quando comparados com alossexuais (não-assexuais) e monossexuais, além de considerarem mais o suicídio.
Tendo emergido mais recentemente como uma identidade, as pessoas assexuais geralmente têm menos proteção legal do que gays, lésbicas e bissexuais embora em Nova York, a Lei de Não Discriminação da Orientação Sexual classifique assexuais como uma classe protegida. Sabe-se também de pessoas assexuais sofreram estupro corretivo. Elas podem ser pressionados a se envolver em atividade sexual e a procurar um médico para "consertar" sua assexualidade. Uma pesquisa de 2015 constatou que 43,5% das quase 8000 pessoas assexuais pesquisadas haviam se deparado com violência sexual. Há um equívoco de que as pessoas assexuais nunca estão em situações sexuais e, portanto, não podem ser agredidas sexualmente.
Alguns, como o sociólogo Mark Carrigan, acreditam que a discriminação assexual tem mais a ver com marginalização, e que muito disso é resultado de uma falta de entendimento e visibilidade da assexualidade. Há também controvérsia sobre a inclusão de assexualidade nos guarda-chuvas LGBT e queer para uma variedade de razões, incluindo a crença de que assexuais não sentem opressão semelhante a homo, bi e transfobia e a crença de que queer como uma termo calunioso/pejorativo só pode ser reivindicado por aqueles que historicamente foram oprimidos por ele.

### Discriminação institucionalizada
Em algumas jurisdições, os casamentos podem ser anulados se não forem ‘‘legitimados’’ pela consumação. Isso foi visto como discriminatório para assexuais. Sabe-se também que os programas de educação sexual nas escolas discriminam assexuais.
No início de 2015, a Rússia aprovou uma lei que proíbe, entre outros, pessoas com "distúrbios de preferência sexual" de obterem carteiras de motorista. A Associação dos Advogados Russos de Direitos Humanos declarou que proibia efetivamente as pessoas assexuais de dirigir.